# Broom Bridge

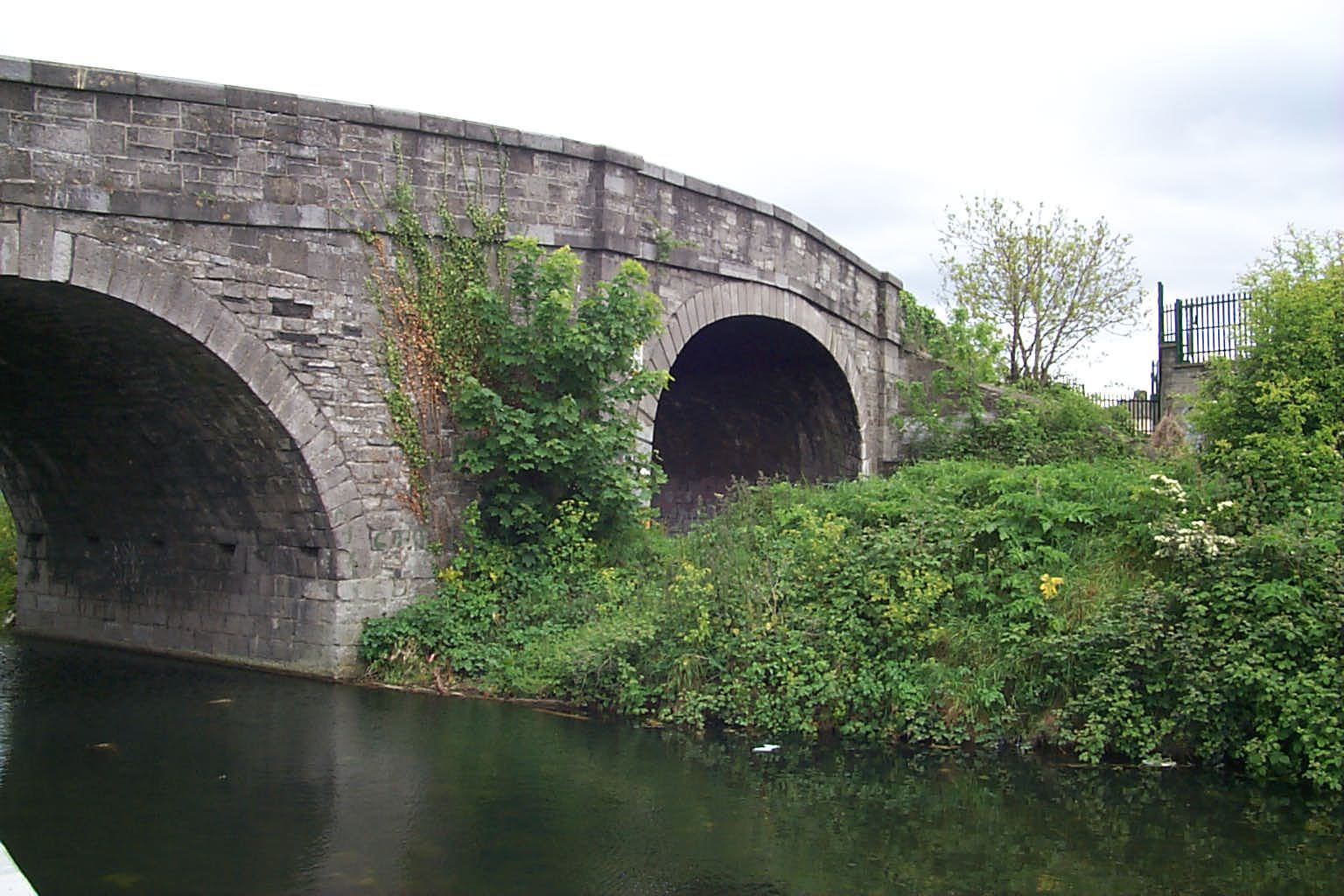
Le Broome Bridge.

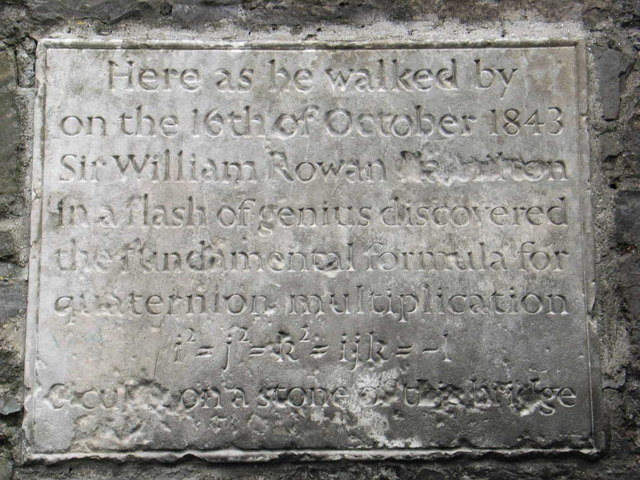
Plaque sur le Broome Bridge.

Le Broom Bridge (en gaélique, Droichead Broome), ou Broome Bridge, anciennement Brougham Bridge, est un pont sur la Broombridge Road qui passe sur le Canal Royal à Dublin en Irlande. Le Broome Bridge tient son nom de William Broome, un des directeurs de la Compagnie du Canal royal qui vivait proche de là. Ce pont est connu pour être le lieu où Sir William Rowan Hamilton a découvert la formule fondamentale des quaternions le 16 octobre 1843, qu'il aurait écrit sur une pierre du pont et depuis remplacée par une plaque commémorative située sur le coin nord-ouest sous le pont.
Le texte sur la plaque dit :
Here as he walked by

on the 16th of October 1843

Sir William Rowan Hamilton

in a flash of genius discovered

the fundamental formula for

quaternion multiplication

i² = j² = k² = ijk = −1

& cut it on a stone of this bridge.
Ici alors qu'il marchait

le 16 octobre 1843

Sir William Rowan Hamilton

dans un éclair de génie découvrit

la formule fondamentale pour

la multiplication des quaternions

i² = j² = k² = ijk = −1

et la grava dans une pierre du pont.
Vu l'importance du lieu pour les mathématiques, plusieurs mathématiciens ont assisté aux marches commémoratives annuelles de l'Observatoire Dunsink vers le site. On comptait parmi eux plusieurs détenteurs de prix Nobel comme Murray Gell-Mann, Steven Weinberg et Frank Wilczek, et les mathématiciens Sir Andrew Wiles, Sir Roger Penrose et Ingrid Daubechies. Le 16 octobre est parfois appelé Broomsday (en référence au Broome Bridge) et comme un clin d'œil aux commémorations littéraires du 16 juin (Bloomsday, en l'honneur de James Joyce).